# Королёва, Алла Петровна
Алла Петровна Королёва (в девичестве — Шепелева) (род. 24 ноября 1940 года, Москва) — мастер спорта СССР по фехтованию, доцент кафедры фехтования РГУФКСиТ. Кандидат педагогических наук.

## Биография
Алла Королёва родилась 24 ноября 1940 года в Москве. В 1956 году стала заниматься фехтованием. Спортсменка в разное время проходила обучение у двух заслуженных тренеров СССР — Александра Перекальского и Давида Тышлера. Выступала за спортивное общество «Динамо» (Москва). В 1963 году стала выступать за сборную команду России. Защитила звание мастера спорта СССР по фехтованию. В 1963 году становилась победителем в командном первенстве по фехтованию на рапирах на чемпионате мира в Гданьске, который проходил с 15 по 28 июля. В командных первенствах соревновалось 14 команд, в состав команды СССР, помимо Аллы Королёвой, вошли спортсменки Татьяна Самусенко, Диана Никанчикова, Александра Забелина, Галина Горохова.
В 1966 году была победительницей командного Кубка Европы.
Старший научный сотрудник ВНИИФК.
Имя Аллы Королёвой под её девичьей фамилией — Шепелева, часто фигурирует в спортивных и советских энциклопедиях.
Алла Петровна Королёва — автор книги «Научные основы спортивного фехтования», изданной в 2004 году.